# My Spy Family
My Spy Family est une série télévisée britannique en 46 épisodes de 22 minutes créée par Paul Alexander et diffusée entre le 1er septembre 2007 et le 23 janvier 2010 sur Boomerang.
En France, la série a été diffusée à partir du 23 janvier 2008 sur Cartoon Network.
Mêlant action, humour et suspense, cette parodie des films de James Bond met en scène la famille Bannon dont tous les membres sont agents secrets.

## Synopsis
La série raconte l'histoire de la famille Bannon, qui ont tous un très grand sens de l'espionnage. Les parents, Dirk et Talia, sont des espions autrefois ennemis (il est britannique, elle est russe) qui ont été opposés dans diverses missions avant de tomber amoureux et de se marier. Ils ont maintenant trois enfants ont tous acquis des techniques d'espions : Spike « l'espion en herbe », Ella « l'ex-agent » et l'inquiétant petit dernier, Boris, qui parle uniquement russe. Tout est prétexte à de nouvelles missions. Dirk est aidé par Des, le patron du café qui abrite le centre des services secrets, et Spike par Travis, un petit génie de l'informatique avec lequel il a installé une salle de surveillance secrète à l'intérieur même du collège et dont l'accès se fait par le casier de Spike.

## Distribution
- Milo Twomey (VF : Fabien Briche) : Dirk Bannon
- Natasha Beaumont (en) (VF : Laurence Mongeaud) : Natalia « Talia » Bannon
- Alice Connor (en) (VF : Audrey Botbol) : Ella Bannon
- Joe Tracini (en) (VF : Hervé Grull) : Spike Bannon
- Ignat Pakhotin : Boris Bannon
- Vas Blackwood (VF : Mohamed Sanou) : « Des »
- Richard Sargent (VF : Olivier Podesta) : Travis Mitchell
- Ramon Tikaram (en) (VF : Alexandre Cross) : M. Vong
- Cascade Brown (it) (VF : Caroline Pascal) : Donna Jacobs
- Kirsty-Leigh Porter (en) (VF : Pauline de Meurville) : Marcy Desmond

## Épisodes

### Première saison (2007)
1. Mission : Secrets compromettants (The Lock-In Affair)
2. Mission : Amis impossibles (The Friends Disunited Affair)
3. Mission : Danse avec le fou (The Dirky Dancing Affair)
4. Mission : Charité très bien ordonnée (The Charity Begins At Home Affair)
5. Mission : Les Colliers de Batley (The Bullets Over Batley Affair)
6. Mission : Les Pin-up d’Ellushka (The Prefect Storm Affair)
7. Mission : Le Retour de Dirk Bannon (The Tenth Flask Affair)
8. Mission : Les truffes sont éternelles (The Truffles are Forever Affair)
9. Mission : Scoops et Scandales (The Up Horoscope! Affair)
10. Mission : Déjouer l'inspecteur (The Inspector Foils Affair)
11. Mission : Échec et Sentiments (The Vladimir Spensky Affair)
12. Mission : À malin, malin et demi (The Spy Who Didn’t Quite Love Me Enough Affair)
13. Mission : Mémoires d'Albovia (The Albovian Affair Affair)

### Deuxième saison (2008)
1. Mission : Saint-Valentin (The Love is the Drug Affair)
2. Mission : Des et Dési (The Des Res Affair)
3. Mission : La Victoire à tout prix (The Quiz Night Affair)
4. Mission : Trouver une nouvelle idole (The Batley’s Got Talent Affair)
5. Mission : Vivre et laisser nourrir (The Live and Let Dine Affair)
6. Mission : La Fête des Mamoushkas (The Talia’s Day Affair)
7. Mission : Les Feux de la rampe (The Persuasion Affair)
8. Mission : Accros du risque (The Knowledge is Power Affair)
9. Mission : Strogonoff (The Stroganoff Night Affair)
10. Mission : Séduire un Lord (The Laughing Lord Affair)
11. Mission : Vieille et Belle (The Mum's The Word Affair)
12. Mission : Jamais sans mon père (The Who's the Daddy Affair)
13. Mission : Révélations inattendues (The Bum Deal Affair)

### Troisième saison (2009-2010)
1. titre français inconnu (The Back in Batley Affair)
2. titre français inconnu (The Des Mondi Code Affair)
3. titre français inconnu (The 1950's Affair)
4. titre français inconnu (The Cammy Loves Spikey Affair)
5. titre français inconnu (The Chat Show Affair)
6. titre français inconnu (The Back Scratch Affair)
7. titre français inconnu (The Spy Pod Affair)
8. titre français inconnu (The Hoop Loop Snoop Affair)
9. titre français inconnu (The Black Widows Affair)
10. titre français inconnu (The Fakers & Adders Affair)
11. titre français inconnu (The Trophy Affair)
12. titre français inconnu (The Election Affair)
13. titre français inconnu (The Schoolboy Spy Affair)
14. titre français inconnu (The Awful Aunty Affair)
15. titre français inconnu (The Thick-Skinned Spike Affair)
16. titre français inconnu (The Mothers in the Hood Affair)
17. titre français inconnu (The Cheating Affair)
18. titre français inconnu (The Boris Bounces Back Affair)
19. titre français inconnu (The Pen is Mightier Affair)
20. titre français inconnu (The Day Lover Affair)

## Quelques détails sur les épisodes
(janvier 2015).
- Dans l'épisode 12 de la saison 1 intitulé À malin, malin et demi, Talia et Spike se lancent un défi : qui est le plus malin des Bannon ? Donc ils ont mis chacun l'argent qu'il mettent en jeu pour le pari, dans un coffre secret, mais il faut un code secret alors celui-ci sera divisé en deux : une partie pour Spike et l'autre pour Talia. Or, Talia a écrit son code secret sur un bout de papier qu'elle cache dans son pendentif autour de son cou. Spike va tenter le tout pour le tout afin de dénicher la deuxième partie du code secret. Il utilise un produit qui rend amnésique.
- Dans l'épisode 9 de la saison 2 intitulé Strogonoff, Dirk Bannon doit préparer la soirée de Strogonoff pour sa femme Talia. Mais il ne peut pas car il a une réunion au Collège de Butley, donc il va se faire remplacer avec l'aide de sa fille Ella par le frère jumeau de son double agent secret. Mais la soirée va être gâchée puisque Talia a passé un coup de fil à Dirk, affirmant que la réunion a été annulée (c'est évidemment une plaisanterie) alors Dirk se rend immédiatement chez lui pour préparer la soirée Strogonoff de Talia. Mais, un problème se pose, il y a 2 Dirk dans la maison des Bannon! Ella ne sait plus comment faire.
- M. Vong est l'ennemi juré de Spike Bannon. Mais dans l'épisode Saint-Valentin Spike a bu un philtre d'amour qui le rend fou amoureux de M.Vong.
- M. Vong se transforme en un loup-garou, après avoir bu un café au Local Café dans l'épisode Déjouer l'inspecteur. En fait, ce café réveille une personnalité cachée au plus profond de soi.
- Dans Échecs et Sentiments, Spike affronte un champion du jeu d'échecs nommé Vladimir Splensky. Mais Talia Bannon voulait absolument que Spike batte ce champion pour prouver que les Bannon sont imbattables.
- Dans Les Feux de la rampe, Ella doit jouer une pièce de théâtre, mais malheureusement elle possède un petit rôle. Alors sa mère va passer à l'action et va ainsi faire tout son possible pour que sa fille Ella ait le rôle le plus important de la pièce.
- Talia se sent vieille dans Vieille et Belle et tente de rajeunir. Pour cela, elle commence par une teinture des cheveux en mauve, puis elle essaye de voler le visage d'une jeune fille à l'aide d'un casque qui échange l'apparence des personnes.

Finalement, à la fin de l'épisode elle se rend compte que rajeunir est inutile et que rester comme on est est la meilleure solution.
- C'est la grande journée réservée à Talia Bannon dans Mission: La Fête des Mamoushkas; en effet c'est la journée où Talia va pratiquer sa faculté pour la danse puis qu'à l'époque des grandes missions, Talia pratiquait souvent la danse des Mamoushkas.
- Dans Mémoires d'Albovian, Talia refuse que Dirk écrive un mémoire sur son propre passé. En effet, cela pourrait faire retrouver la mémoire à Dirk au sujet de la Mission d'Albovia et cela aura pour conséquence le divorce de Talia avec Dirk.

## Autour de la série
Paul Alexander, le créateur de la série, n'a pas réalisé tous les épisodes (par exemple Mission: Saint-Valentin a été réalisé par Joe Williams). En revanche, il a écrit tous les scénarios.

## Personnages
- Dirk Bannon : espion britannique
- Natalia dite "Talia" Bannon : espionne russe, sa femme. Ils ont trois enfants :
- Ella Bannon : l'aînée, sérieuse et travailleuse
- Spike Bannon : toujours prêt à inventer quelque chose de nouveau pour tricher en classe ou sécher les cours
- Boris Bannon : le plus doué dans le maniement des gadgets. Boris parle exclusivement russe aussi bien dans la VO que dans la VF.
- Desmond dit "Des" : collaborateur de Dirk, c'est lui qui lui fournit les gadgets pour ses missions. Il dirige l'Intelligence Agency Cafe qui sert de couverture au quartier général des services secrets.
- Travis : le meilleur ami de Spike. Il a développé ses talents pour l'informatique à la suite d'un accident qui l'a cloué en fauteuil roulant.
- M. Vong : principal du collège de Buttley où étudient Ella, Spike et Travis. Il déteste Spike qui le lui rend bien.
- Donna Jacobs et Marcy Desmond : meilleures amies d'Ella